# Парен локомотив
Парен локомотив е вид локомотив, който произвежда своята тягова сила чрез парен двигател. Тези локомотиви се задвижват от горенето на горим материал, обикновено въглища или дърва, при което се създава пара в парен котел. Парата задвижва възвратно-постъпателни бутала, които са механично свързани със задвижващите колела на локомотива. Горивото и водата се помещават или в самия локомотив, или в специални вагони, теглени зад него (тендери).
Парните локомотиви за пръв път са разработени във Великобритания в началото на 19 век и се използват за железопътен транспорт до средата на 20 век. Ричард Тревитик построява първия парен локомотив през 1802 г. Първият търговски успешен парен локомотив е построен през 1812 – 1813 г. от Джон Бленкинсоп. Locomotion No. 1, построен от Джордж Стивънсън и компанията на сина му, е първият парен локомотив, който превозва пътници на публична железница през 1825 г. През 1830 г. е пусната първата междуградска железница между Ливърпул и Манчестър.
С началото на 20 век парните локомотиви постепенно започват да бъдат измествани от електрически и дизелови локомотиви, а железниците напълно преминават към електрозахранване след края на 1930-те години. По-голямата част от парните локомотиви са изведени от експлоатация към 1980-те години, макар някои от тях все още да осъществяват превози по туристически маршрути.
Най-мощният запазен парен локомотив в Европа е българският „Баба Меца“ – прякор, даван на локомотивите от серия 46.00, тъй като са мощни и бавни. Влакът с експлоатационен номер 46.03 е произведен през 1931 г. в полската локомотивна фабрика H. Cegielski – Poznań и е в движение до наши дни.